# كيدو أوكاموتو
كيدو أوكاموتو 1872-1939 ابتكر كيدو الصحافي القديم 1917 بسلسله( مفكرات العميل هانسيتي ) صنفاً أدبياً شعبياً جداً، بين الرواية اللملحمية ورواية المخبرين السريين. في تحقيقاته الشرطية، يصف تصرفات أناس الطبقة الدنيا في عهد عائلة توكوغاوا بدقة متناهية في إعادته للبناء التاريخي الذي كان قد أوحى به في المسرح.
قصة سيوزنزي في عام 1911 وانتحار مزدوج في توريبياما في عام 1915 وغونزا وسوكيزيو في عام 1926 هذه ثلاث مسرحيات نموذجية ( لمسرح الممثلين الجديد ) شين كابوكي، وإذا ما استسلم لمتطلبات المسرح التجاري كتاباً على السلسلة وفق الممثلين بأسلوب مقتضب فإنه ترك أهمية كبيرة للتفسير. ووجد على مر السنين لهجة شخصية شاعرية مدموغة بهذه الرصانة التي يعطيها السن وبهذا الانتباه لمفاتن الفصول التي يدين بها لحبه لشعر هايكو.

## شهرته
كان يابانياً بإلهامه، فإنه أضحى واحداً من الكتاب النادرين الذين مثلت مسرحياتهم في الخارج  في لينينغراد وباريس، وذلك منذ عام 1927.

## روابط خارجية
- كيدو أوكاموتو على موقع الموسوعة البريطانية (الإنجليزية)